# Musée des Arts anciens du Namurois
Le musée provincial des Arts anciens du Namurois, ou TreM.a, est un musée situé à Namur, en Belgique. Il a pour principales missions de conserver, étudier et faire connaître les productions artistiques des maîtres et des ateliers des Pays-Bas bourguignons, et plus précisément de la région de Namur, du xiie au xvie siècle.

## Historique
En 1950, Paule d'Haese lègue l'hôtel de Gaiffier d'Hestroy à la province de Namur, à la condition qu'il soit transformé en musée.
C'est ainsi que le 11 avril 1964, le musée provincial des Arts anciens du Namurois ouvre ses portes au public. Cette inauguration est le fruit de la collaboration entre la Province de Namur, qui met le lieu à disposition, et la Société archéologique de Namur, qui cherchait à exposer ses collections d’art du Moyen Âge et de la Renaissance (le reste de ses collections étant exposé au musée archéologique de Namur (ouvert en 1855) et au musée des arts décoratifs dans l’hôtel de Groesbeeck-de Croix (ouvert en 1936).
Dès son ouverture, le musée des Arts anciens du Namurois doit partager les salles de l’hôtel de Gaiffier d’Hestroy avec deux autres entités : la section namuroise de la discothèque belge, qui quitte les lieux la même année, et le musée Félicien Rops. Ce n'est qu'en 1987, après 23 ans de cohabitation, que ce dernier partira s'installer au 12, rue Fumal.
Le musée est modernisé en 1995-1996, puis en 1999-2000.
À l'été 2010, la collection est enrichie du Trésor d'Hugo d'Oignies, et le musée devient le TreM.a (Trésors du Moyen Âge) – Musée des Arts anciens du Namurois.

## Bâtiment
Le musée est hébergé dans l'hôtel de Gaiffier d'Hestroy, maison patricienne de la première moitié du xviiie siècle.

## Collection
Le musée expose des œuvres du Moyen Âge et de la Renaissance, léguées en partie par la Fondation Roi Baudouin : des tableaux d'Henri Bles, des dinanderies et d'autres objets en laiton de Dinant, des sculptures religieuses en bois, des retables, de la peinture sur verre, de la broderie d'or, et d'autres artéfacts provenant de diverses guildes médiévales.
Parmi les œuvres d'Henri Bles, on trouve notamment : Paysage avec la Parabole du Bon Samaritain, Saint Jérôme dans un paysage et Chemin de croix.
On y trouve également le médaillon Enfant endormi (nl) du sculpteur namurois Pierre-François Le Roy (d).

## Galerie

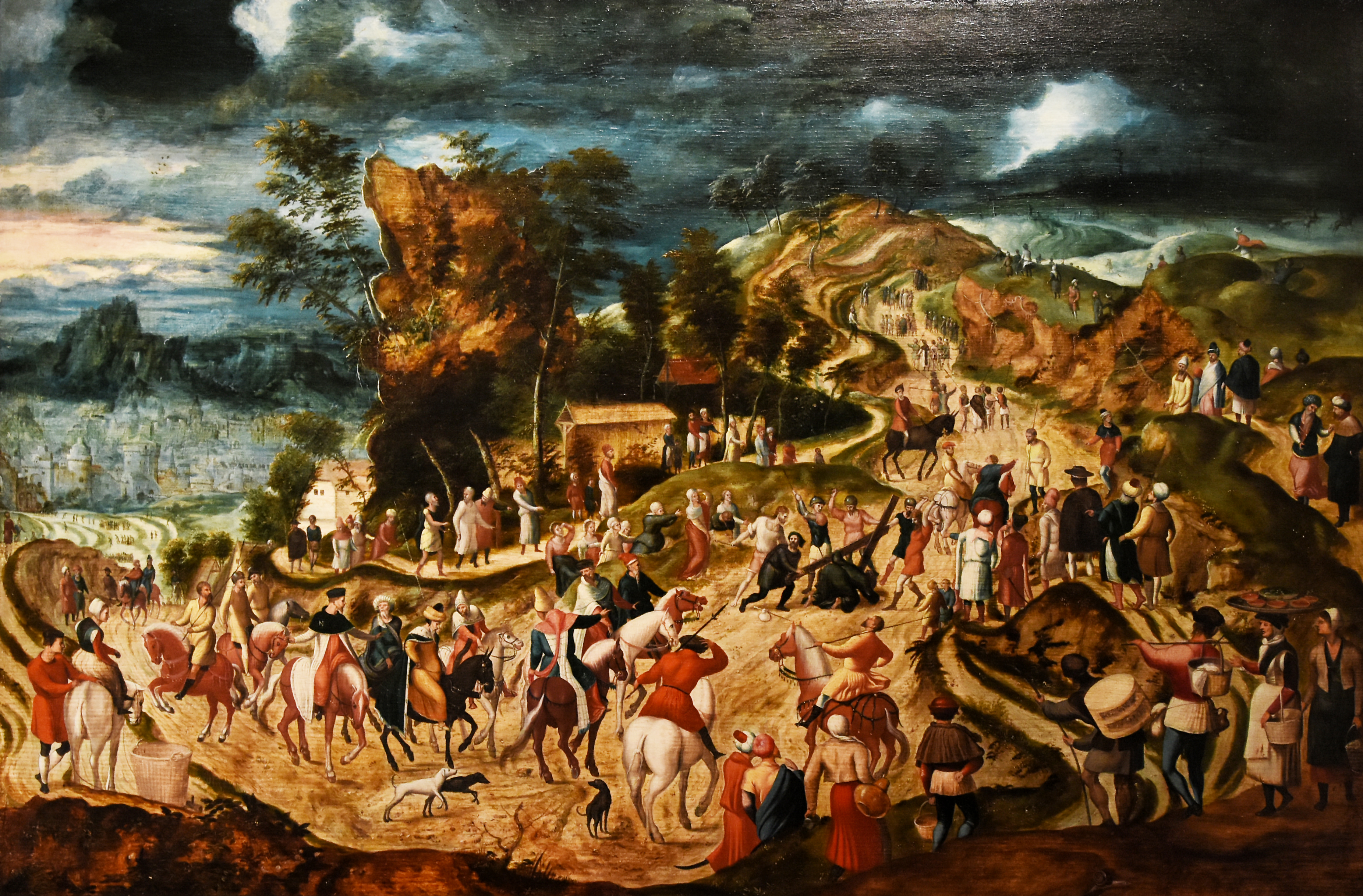
Chemin de croix, par Henri Bles
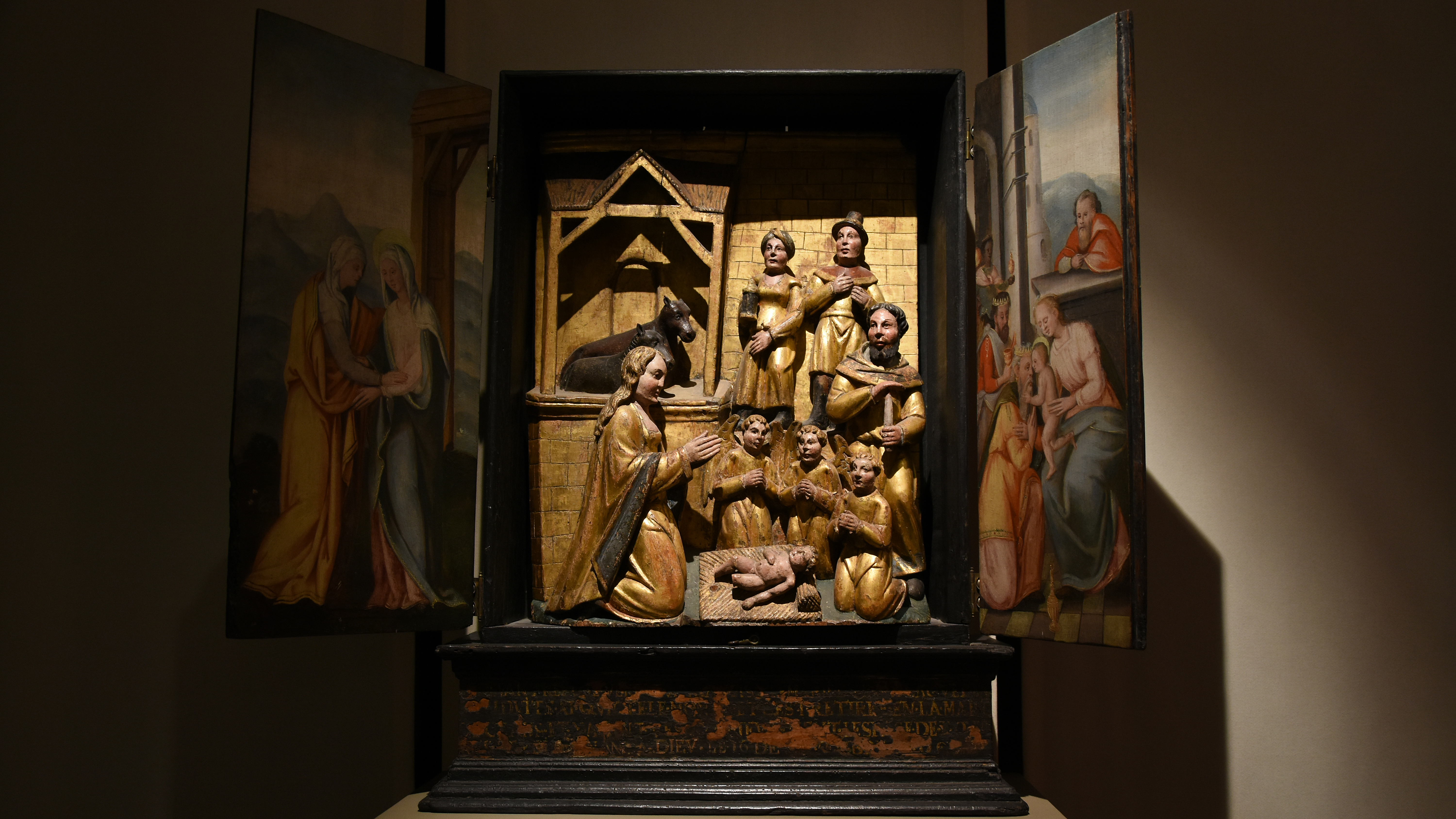
Retable de Rochefort (xvie siècle)
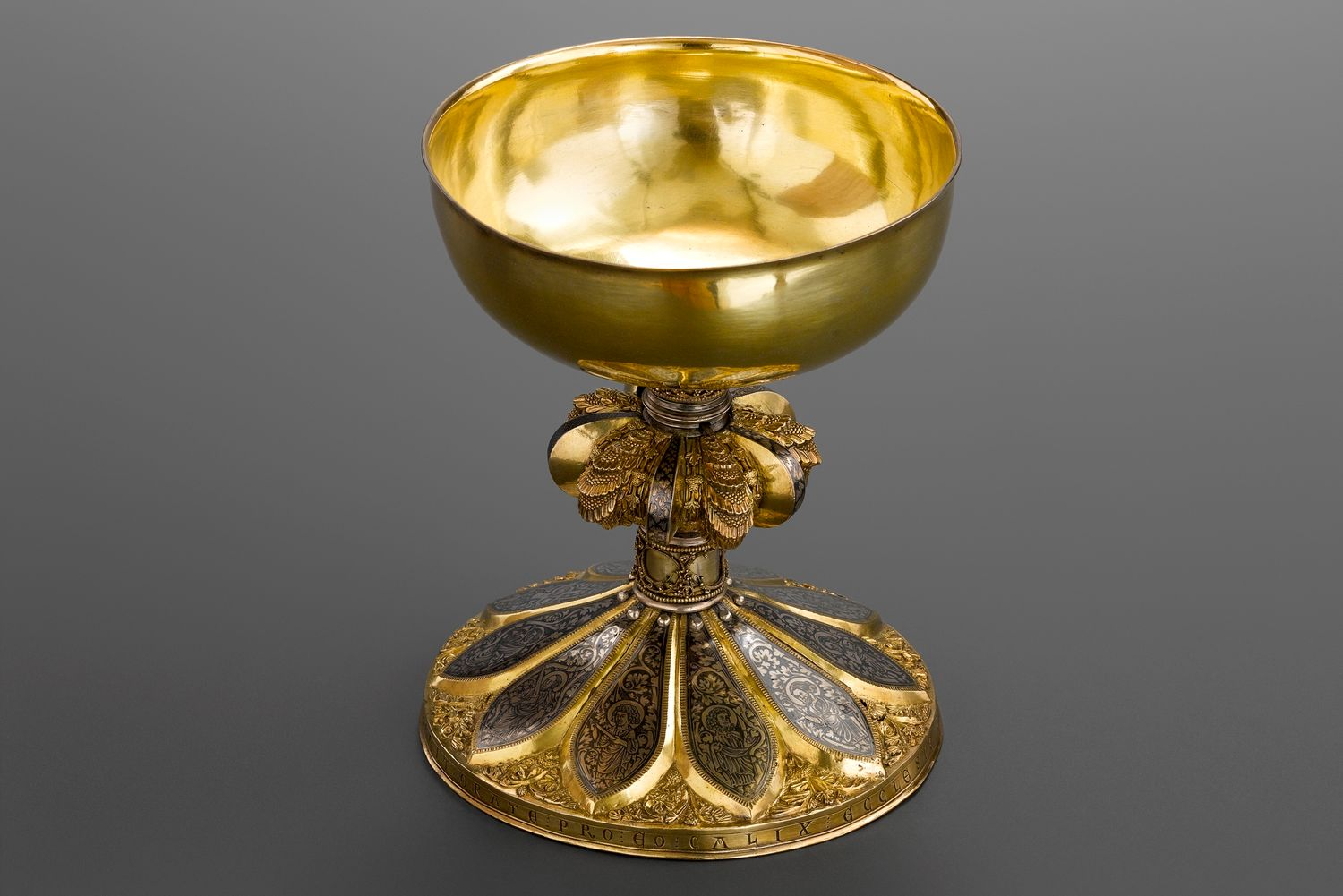
Calice du Trésor d'Oignies, par Hugo d'Oignies
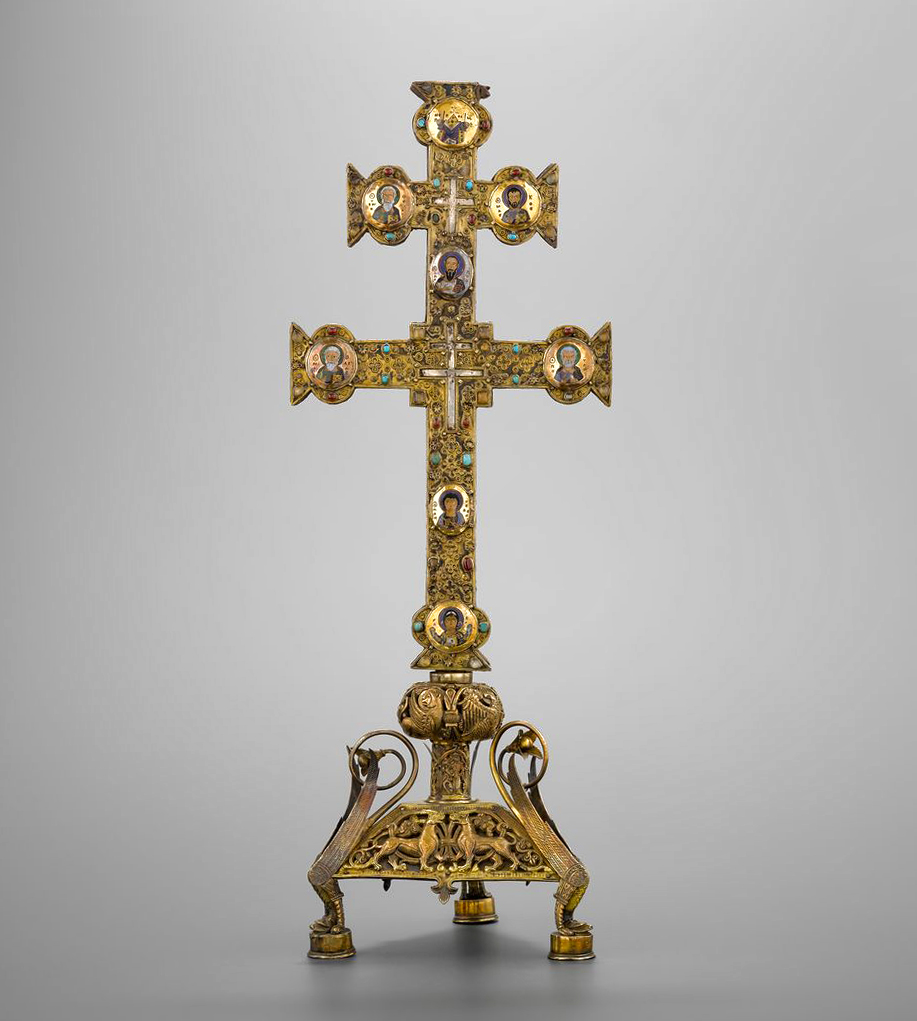
Relique de la Sainte-Croix du Trésor d'Oignies
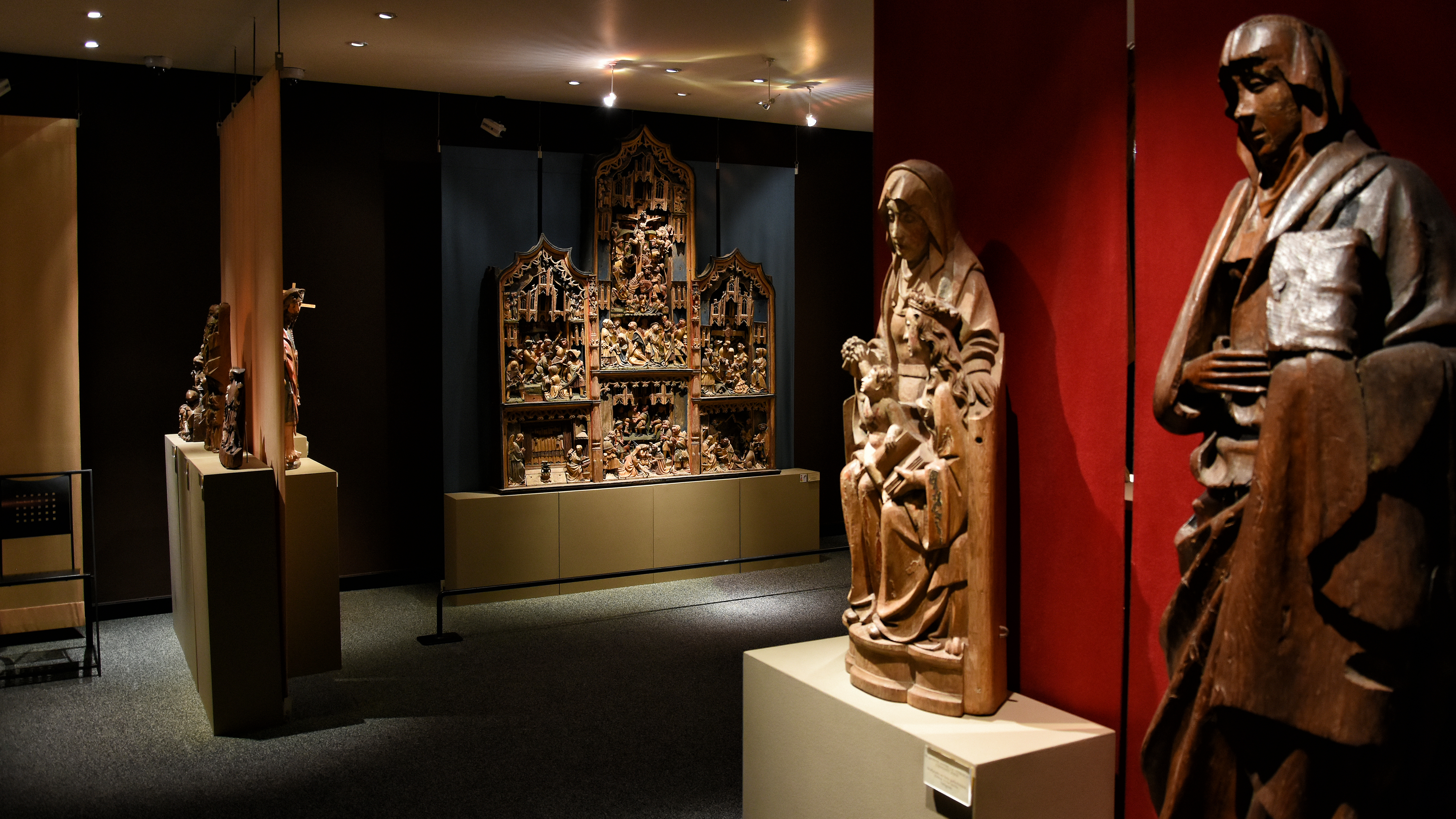
Une salle du musée